# Barbus macinensis
Barbus macinensis е вид лъчеперка от семейство Шаранови (Cyprinidae). Видът не е застрашен от изчезване.

## Разпространение
Разпространен е в Бенин, Буркина Фасо, Гвинея, Камерун, Кот д'Ивоар, Мали, Нигер, Нигерия, Того и Чад.

## Описание
На дължина достигат до 5 cm.